# L'Extraterrestre (film, 2024)
Pour les articles homonymes, voir L'Extraterrestre.
Pour plus de détails, voir Fiche technique et Distribution.
L'Extraterrestre (russe : Пришелец ; Prichelets) est un film dramatique de science-fiction russe réalisé par Ivan Sosnine et sorti en 2024.

## Synopsis
Les habitants d'un petit village de l'Oural mènent des vies tout ce qu'il y a de plus ordinaires, à l'exception d'Alexeï, dit « Liokha », le « fou » malentendant du pays. Tout le village se moque de lui, le croyant faible d'esprit. Il a en effet un comportement étrange : il vit dans une maison faite de déchets, dessine des agroglyphes dans les champs et croit en l'existence d'autres mondes. Mais soudain, un événement vient bouleverser la vie d'Alexeï et de son entourage.

## Fiche technique
- Titre français : L'Extraterrestre[1]
- Titre original russe : Пришелец, Prichelets[2],[3]
- Réalisation : Ivan Sosnine
- Scénario : Ivan Sosnine
- Photographie : Dmitri Michine
- Montage : Oleg Gontcharenko, Maxime Iakimov
- Musique : Teo Tao, Illia Maslennikov
- Décors : Alexeï Doudarov, Artiom Grouzdev, Maria Orlova
- Production : Philippe Bobrov, Natalia Briantseva, Iana Chmaïlova
- Sociétés de production : Red Pepper Film
- Format : couleur
- Pays de production :  Russie
- Langue originale : russe
- Genre : film dramatique de science-fiction
- Durée : 78 minutes
- Dates de sortie : 
  - Russie : 24 avril 2024 (Festival international du film de Moscou) ; 24 octobre 2024 (sortie nationale)

## Distribution
- Maxime Stoïanov (ru) : Alexeï, dit « Liokha »
- Aliona Mirochnikova : Iana
- Vassilina Makovtseva (ru) : la mère
- Tatiana Goloubeva-Soumarokova : la grand-mère
- Sergueï Fiodorov (ru) : Anatolitch
- Irma Arendt

## Production
Le film est tourné durant deux semaines en 2022, avec un budget réduit, dans le village de Mourzink, dans l'oblast de Sverdlovsk, ainsi que dans le village de Slioudoroudnik, dans l'oblast de Tcheliabinsk.